# Crepidodera piundaunde
Crepidodera piundaunde es un coleóptero de la familia Chrysomelidae. Fue descrita científicamente en 1984 por Samuelson.